# امامزاده چهارمنار
امامزاده چهارمنار یا امامزاده علی بن مجاهد یکی از امامزاده‌ها و بناهای تاریخی شهر تبریز است که آرامگاه «علی بن مجاهد» (نوهٔ زید بن علی – نتیجهٔ زین‌العابدین سجاد)، ۶ تن از  امیران روادی(همه امیران روادی)  دو تن از سلاطین سلجوقی را در خود جای داده‌است. این بنا در تاریخ ۱۳۸۵٫۰۸٫۲۷ به شمارهٔ ۱۶۵۱۵ در فهرست آثار ملی ایران به ثبت رسیده‌است.
ساختمان بنا مربوط به دورهٔ سلجوقیان با پیشینه‌ای ۷۰۰ ساله است که در محلهٔ چهارمنار در مرکزشهر و در محدودهٔ بازار تبریز قرار گرفته‌است. این امامزاده در انتهای کوچهٔ مسجد جامع تبریز و نزدیکی کاروانسرای میرزا ابوالحسن واقع شده.
بنای اولیهٔ امامزاده چهارمنار مربوط به سدهٔ پنجم هجری است؛ اما به دلیل وقوع حوادث طبیعی و غیرطبیعی، بارها ترمیم و حتی بازسازی شده‌است. این امامزاده در سال ۱۳۸۵ خورشیدی به شمارهٔ ۱۶۵۱۵ در فهرست آثار ملی ایران به ثبت رسیده‌است.
این بنا در کنار جاده ابرشم قرار دارد .

## نگارخانه

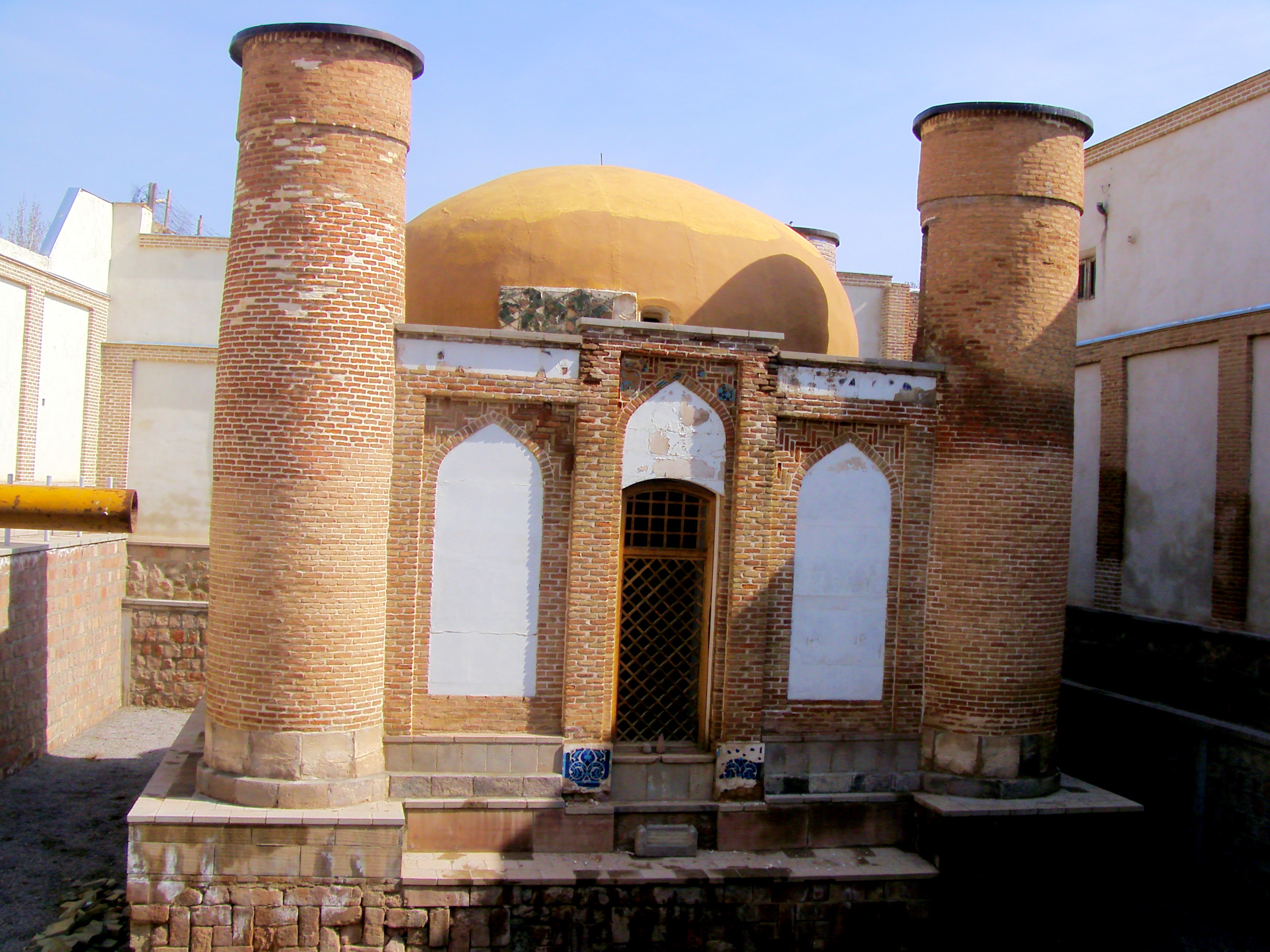
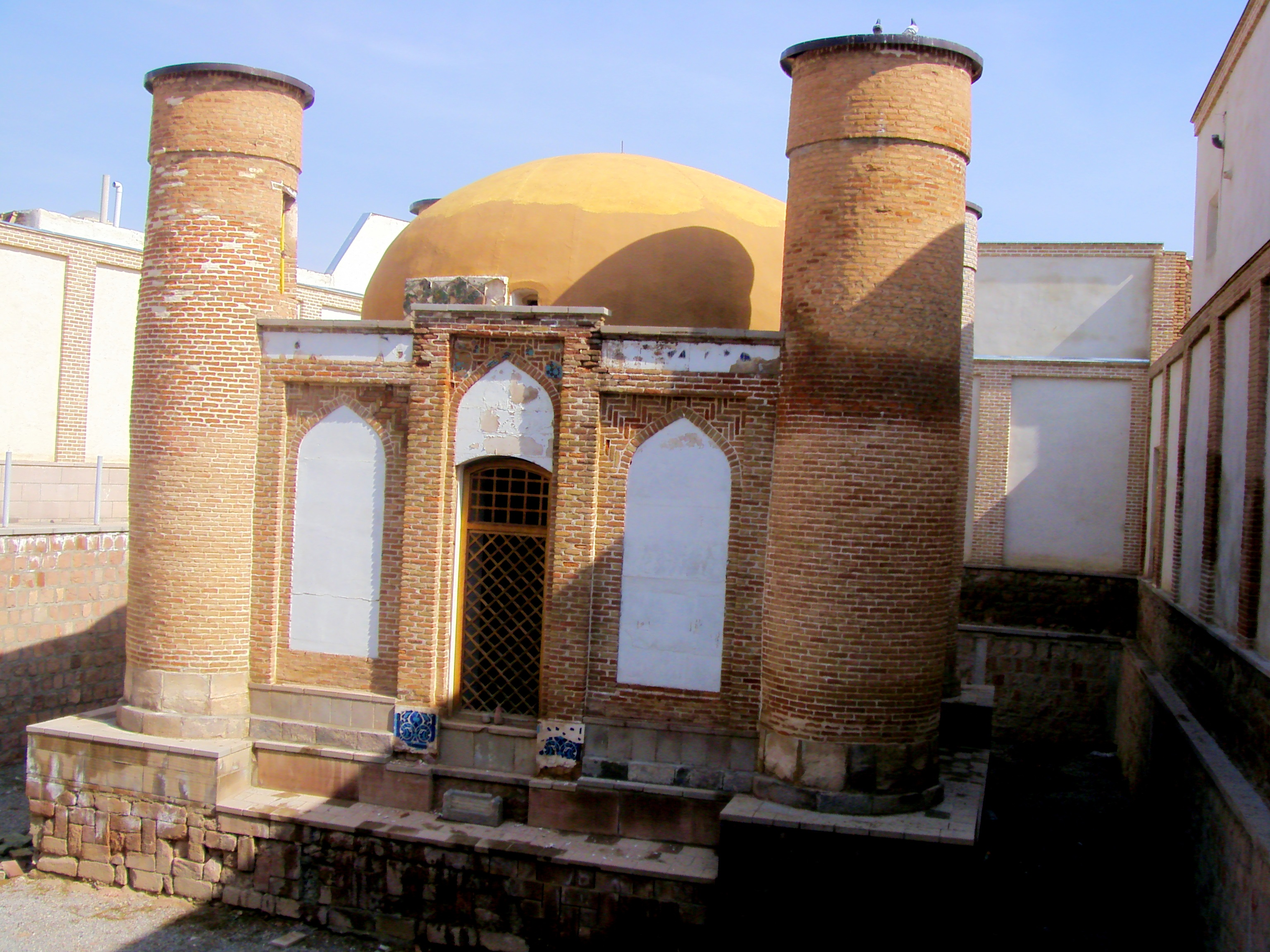

## آرامگاه ها
1. علی بن مجاهد بن زید بن علی
2. محمد بن رواد
3. یحیی‌ بن رواد
4. ابوالهیجا روادی
5. ابونصر حسین روادی
6. امیر وهسودان روادی
7. امیر ابونصر محمد (مملان) روادی
8. محمود دوم سلجوقی
9. سلطان مسعود سلجوقی (سلجوقیان روم)